# Ишуньская волость
Ишу́ньская во́лость — административно-территориальная единица в составе Перекопского уезда Таврической губернии. Образована, как часть Таврической губернии, в основном, из деревень старой Бустерчинской волости, в результате реформы волостного деления в 1829 году.

## География
Располагалась в северной части уезда, гранича с Днепровским уездом . На юге граничила с Григорьевской волостью, на юго-востоке — с Байгончекской, на юго-западе — с Евпаторийским уездом (по реке Самарчик). Занимала территорию современного Красноперекопского района, северную часть Джанкойского и небольшие участки на востоке Первомайского районов.

## Состав волости на 1829 год
Согласно «Ведомости о казённых волостях Таврической губернии 1829 года», волость имела следующий состав:

| - Асс - Берди Булат - Бешунь - Биюк-Бустерчи - Биюк Кишкара - Биюк Кият - Булат Коджа - Буркут - Кучук Бустерчи - Деде - Ялантуш - Джангара - Джанлар - Джан-Сакал-Мангит | - Дженелчин - Джелишай - Джурчи - Ишунь - Караджанай - Карт-Казак - Керей - Кийгач - Кучук Кият - Кият-Орка - Копсакал - Кулла - Мамут-Ходжа - Мамчик | - Найман - Орман - Султанаш - Тархан - Токулчак - Тузла - Учевели-Орка - Учулга - Чегир - Чегирденчи Мангит - Чуваш - Чурум - Шигим - Яким Кишкара - Яни-Мангит |

## Волость на 1864 год
Единственный пока известный перечень населённых пунктов волости на начало 1860-х годов содержится в книге профессора А. Н. Козловского «Сведения о количестве и качестве воды в селениях, деревнях и колониях Таврической губернии» 1867 года и включает 50 селений, 8 из которых к 1864 году опустело. Вероятно, селений в волости было на несколько десятков больше (по аналогии с другими волостями 1860-х годов), но более подробные списки пока недоступны. Численность дана по справочнику «Таврическая губерния. Список населённых мест по сведениям 1864 г.» и составила 1909 человек. в этническом отношении большинство ещё составляли татары, но уже появились селенияс русскими, эстонскими и чешскими жителями.
Часть селений, в результате эмиграции крымских татар, особенно массовой после Крымской войны 1853—1856 годов, в Турцию, уже опустела и в «Списке населённых мест Таврической губернии по сведениям 1864 года» отсутствует, но встречается только в книге А. Н. Козловского:

| - Кулла - Кучук-Мамчик - Орджак - Султанаш | - Сырт-Джайлак - Сырт-Каракчора - Той-Тюбе - Учевели-Орка |

## Состав и население волости на 1887 год
В 1860-х годах, после земской реформы Александра II, волость претерпела некоторые изменения.
По результатам Х ревизии 1887 года население составило 6 588 человек в 74 населённых пунктах. Волостной центр Ишунь в Памятной книге 1889 года, почему-то, не записан; известно, что в 1864 году население деревни составляло 39 человек и в ней располагался становой пристав, а в 1892 — всего 20 жителей.
Ишуньская волость существовала до начала 90-х годов XIX века, когда в результате земской реформы Александра III была упразднена, а поселения переданы в новые в Воинскую, Богемскую и Джурчинскую волости.